# 伊希姆平原
伊希姆平原（俄語：Иши́мская степь、Иши́мская равни́на 和 Ишимская возвышенность）位於西西伯利亚平原的南部，地處额尔齐斯河與托博尔河之间。在行政上，它屬於俄罗斯库尔干州、秋明州和鄂木斯克州以及哈薩克斯坦北哈萨克斯坦州管轄。在哈萨克斯坦境内，它又被称为北哈萨克斯坦平原（Северо-Казахстанская равнина）。